# Cylindricodon
Cylindricodon là một chi khủng long, được Owen vide Ingles & Sawyer mô tả khoa học năm 1979.